# 2018년 2월
| 2018년: 1월 · 2월 · 3월 · 4월 · 5월 · 6월 · 7월 · 8월 · 9월 · 10월 · 11월 · 12월 |

| \| 2018년 2월 1일 (목요일) \| \| 편집 \| |  |      |
| 사회 - 2018년 동계 올림픽에 출전할 조선민주주의인민공화국 선수단이 대한민국을 방문, 평창군 대관령면에 소재한 올림픽 선수촌에 입촌하였다. 선수촌에는 인공기가 게양되었는데, 대한민국에서의 인공기 게양은 4년 만이다. |  |      |
| 2018년 2월 1일 (목요일) |  | 편집 |

| 2018년 2월 1일 (목요일) |  | 편집 |

| \| 2018년 2월 2일 (금요일) \| \| 편집 \| |  |      |
| 정치·선거 - 대한민국의 정당 국민의당과 바른정당이 회의를 갖고, 통합정당의 이름을 미래당으로 결정하였다. 사회 - 문재인 대통령이 경부고속도로 서울 서초구 만남의 광장 휴게소~판교 IC 구간을 현대차가 개발한 신형 수소전기차 ‘넥쏘(NEXO)’를 타고 자율주행으로 15분간 이동했다. |  |      |
| 2018년 2월 2일 (금요일) |  | 편집 |

| 2018년 2월 2일 (금요일) |  | 편집 |

| \| 2018년 2월 3일 (토요일) \| \| 편집 \|                                                                                   |  |      |
| 과학 - 1992년 고전적 카이퍼 대 천체 중 가장 처음 발견된 천체인 '(15760) 1992 QB1'이 정식 이름 15760 Albion으로 명명되었다. |  |      |
| 2018년 2월 3일 (토요일) |  | 편집 |

| 2018년 2월 3일 (토요일) |  | 편집 |

| \| 2018년 2월 4일 (일요일) \| \| 편집 \| |  |      |
| 사고 - 미국 사우스 캐롤라이나 주에서 열차 충돌사고가 발생했다. 승무원 8명을 포함하여 147명이 탑승한 암트랙 열차와 CSX의 화물 열차가 충돌하였으며, 최소 2명이 숨지고, 70명이 부상을 입었다. 미국 연방 교통 안전 위원회(NTSB)는 사고 조사팀을 파견하였다. 스포츠 - 조선민주주의인민공화국의 장웅 국제 올림픽 위원회 위원(IOC 위원)이 인천국제공항을 통해 대한민국을 방문하였다. 장 위원은 국제 올림픽 위원회 총회와 2018년 동계 올림픽 참석을 위해 방문하였다. - 2018년 동계 올림픽 아이스하키 여자 종목에 출전하는 대한민국과 조선민주주의인민공화국의 아이스 하키 단일팀이 스웨덴과의 평가전을 치렀다. 경기는 3-1로 스웨덴이 승리하였다. - 미국 U.S. 뱅크 스타디움에서 열린 슈퍼볼 LII에서 필라델피아 이글스가 우승하였다. 이글스는 41:33으로 뉴잉글랜드 패트리어츠를 꺾고 팀 역사상 처음으로 우승하였다. 최우수선수로는 이글스의 쿼터백인 닉 폴스(Nick Foles)가 선정되었다. |  |      |
| 2018년 2월 4일 (일요일) |  | 편집 |

| 2018년 2월 4일 (일요일) |  | 편집 |

| \| 2018년 2월 5일 (월요일) \| \| 편집 \| |  |      |
| 사회 - 박근혜-최순실 게이트: 대한민국 서울고등법원이 이재용 삼성그룹 부회장에 징역 2년 6월 집행유예 4년을 선고하고, 석방하였다. 정치 - 몰디브에 국가비상사태가 선포되었다. 압둘라 야민 대통령의 비상사태 선포 이후, 마우문 압둘 가윰 전 대통령이 체포되는 등, 정정(政情)이 불안해지고 있다. |  |      |
| 2018년 2월 5일 (월요일) |  | 편집 |

| 2018년 2월 5일 (월요일) |  | 편집 |

| \| 2018년 2월 6일 (화요일) \| \| 편집 \| |  |      |
| 과학 - 일론 머스크가 이끌고 있는 스페이스X가 우주 로켓 팰컨 헤비의 시험 발사에 성공하였다. 또한 1단계 부스터 2개를 회수하면서 로켓 재사용의 가능성을 확인하였다. 스페이스 X는 2015년 12월, 2016년 4월의 로켓 발사에서도 부스터를 회수한 바 있으며, 이를 통해 상당한 비용을 절감할 수 있게된 것으로 알려졌다. 사고 - 밀양 세종병원 화재: 치료를 받던 부상자 2명이 숨지며, 사망자가 45명으로 늘었다. 지역 당국은 부상자 147명 중 8명이 중상자라고 밝혔다. 재해 - 2018년 화롄 지진: 중화민국 타이완 섬 동북부의 화롄 시 해안지역에 모멘트 규모 6.4의 지진이 발생하였다. |  |      |
| 2018년 2월 6일 (화요일) |  | 편집 |

| 2018년 2월 6일 (화요일) |  | 편집 |

| \| 2018년 2월 7일 (수요일) \| \| 편집 \| |  |      |
| 국제 관계 - 마이크 펜스(Mike Pence) 미국 부통령과 아베 신조(安倍 晋三) 일본 총리가 회담을 갖고, 조선민주주의인민공화국에 대한 압박을 강화하는데 합의하였다. 한편 펜스 미국 부통령은 곧 강력한 제재가 있을 것임을 재확인하였다. |  |      |
| 2018년 2월 7일 (수요일) |  | 편집 |

| 2018년 2월 7일 (수요일) |  | 편집 |

| \| 2018년 2월 8일 (목요일) \| \| 편집 \| |  |      |
| 군사 - 조선민주주의인민공화국의 명절: 조선민주주의인민공화국이 건군절 열병식을 진행하였다. 건군절을 2월 8일로 바꾼 이후 첫 열병식이었으며, 2018년 동계 올림픽과 관련하여 예년보다 소규모로 진행된 것으로 알려졌다. 사회 - 버뮤다가 동성결혼을 허용한지 약 반년 여 만에 이를 폐지하기로 하였다. 다만, 허용 기간 중 이루어진 동성결혼은 인정된다. 스포츠 - 2018년 동계 올림픽: 루지 선수 에린 햄린(Erin Hamlin)이 미국 선수단의 기수(旗手)가 되었다. 미국이 출전하는 8개 종목 대표선수들의 투표 결과, 햄린과 샤니 데이비스가 4표씩 얻었으며, 동전던지기를 통해 햄린이 기수로 결정되었다. 사건사고 - 제주 게스트하우스 살인 사건: 제주시 구좌읍의 게스트 하우스에서 26세 여성이 용의자 한정민에 의해 피살당하는 사건이 발생하였다. - 워마드는 청와대 국민청원을 조작으로 활용하여 무용지물로 만들어버린 사건이 발생하였다. 이 사태로 이후 국민 청원은 카카오 계정으로 서명할 수 없게 되었다 |  |      |
| 2018년 2월 8일 (목요일) |  | 편집 |

| 2018년 2월 8일 (목요일) |  | 편집 |

| \| 2018년 2월 9일 (금요일) \| \| 편집 \|                                                           |  |      |
| 스포츠 - 2018년 동계 올림픽 개막식: 평창 올림픽 스타디움에서 제23회 동계 올림픽의 개막식이 열렸다. |  |      |
| 2018년 2월 9일 (금요일)                                                                            |  | 편집 |

| 2018년 2월 9일 (금요일) |  | 편집 |

| \| 2018년 2월 10일 (토요일) \| \| 편집 \| |  |      |
| 국제 관계 - 대한민국 청와대에서 대한민국의 문재인 대통령과 조선민주주의인민공화국의 고위급대표단인 김여정 당 중앙위원회 제1부부장, 김영남 최고인민회의 상임위원회 위원장 등이 접견하였다. 청와대는 김 제1부부장이 김정은 국무위원장 명의의 친서를 전달하였으며, 김 위원장의 평양 방문 요청을 구두로 전달하였다고 밝혔다. 부고 - 아일랜드 출신의 전(前) 축구 선수 리엄 밀러(Liam Miller)가 36세를 일기로 숨졌다. 사고 - 2018년 홍콩 버스 사고: 홍콩에서 2층 버스가 전도(顚倒)되는 사고가 발생해 최소 19명이 숨지고, 65명이 부상을 입었다. 당국은 많은 수의 사망자가 버스가 넘어지며 머리를 다쳐 숨졌고, 부상자 중 중상을 입은 수가 상당하다고 밝혔다. |  |      |
| 2018년 2월 10일 (토요일) |  | 편집 |

| 2018년 2월 10일 (토요일) |  | 편집 |

| \| 2018년 2월 11일 (일요일) \| \| 편집 \| |  |      |
| 국제관계 - 김여정을 비롯한 조선민주주의인민공화국의 고위급대표단이 인천국제공항을 통해 전용기 편으로 돌아갔다. 사고 - 사라토프 항공 703편 추락 사고: 러시아에서 항공기 추락 사고가 발생하였으며, 이 사고로 탑승하였던 인원 71명 모두가 숨졌다. 재해 - 2017년 포항 지진: 대한민국 포항시에서 리히터 규모 4.6의 여진이 발생하였다. 이 여진으로 인하여 43명이 부상을 입었다. |  |      |
| 2018년 2월 11일 (일요일) |  | 편집 |

| 2018년 2월 11일 (일요일) |  | 편집 |

| \| 2018년 2월 12일 (월요일) \| \| 편집 \|                                                                                         |  |      |
| 경제·비즈니스 - 도널드 트럼프 미국 대통령이 약 1조 5천억 달러(한화 약 1600조 원) 규모의 기반 시설(인프라) 투자 계획을 발표하였다. |  |      |
| 2018년 2월 12일 (월요일) |  | 편집 |

| 2018년 2월 12일 (월요일) |  | 편집 |

| \| 2018년 2월 13일 (화요일) \| \| 편집 \| |  |      |
| 경제·비즈니스 - 한국GM이 5월 말까지 군산시에 소재한 생산공장을 폐쇄하겠다고 밝혔다. 법과 범죄 - 박근혜-최순실 게이트: 법원이 최순실에 대한 1심 판결에서 징역 20년, 벌금 180억원을 선고하였다. 안종범 전 수석에는 징역 6년에 벌금 1억원을 선고하였다. 신동빈 롯데그룹 회장에 대해서는 징역 2년 6개월에 추징금 70억원을 선고하고, 법정 구속하였다. 스포츠 - 2018년 동계 올림픽 스피드스케이팅: 대한민국의 김민석 선수가 남자 1500m 종목에서 동메달을 기록하였다. 아시아 선수가 해당 종목에서 메달을 따낸 것은 이번이 처음이다. |  |      |
| 2018년 2월 13일 (화요일) |  | 편집 |

| 2018년 2월 13일 (화요일) |  | 편집 |

| \| 2018년 2월 14일 (수요일) \| \| 편집 \| |  |      |
| 법과 범죄 - 마저리 스톤먼 더글러스 고등학교 총기 난사 사건: 미국 플로리다주의 한 고등학교에서 퇴학생에 의해 총기 난사가 발생해 17명이 숨졌다. - 제주 게스트하우스 살인 사건: 26세 여성을 목졸라 살해한 용의자 한정민이 충청남도 천안시 동남구의 모텔에서 목을매 스스로 목숨을 끊었다. 정치와 선거 - 짐바브웨의 정치인 모건 창기라이가 65세를 일기로 숨졌다. |  |      |
| 2018년 2월 14일 (수요일) |  | 편집 |

| 2018년 2월 14일 (수요일) |  | 편집 |

| \| 2018년 2월 15일 (목요일) \| \| 편집 \|                                |  |      |
| 정치와 선거 - 에티오피아의 하일레마리암 데살렌 총리가 사임을 발표하였다. |  |      |
| 2018년 2월 15일 (목요일)                                                 |  | 편집 |

| 2018년 2월 15일 (목요일) |  | 편집 |

| \| 2018년 2월 16일 (금요일) \| \| 편집 \| |  |      |
| 스포츠 - 2018년 동계 올림픽 스켈레톤: 대한민국 최초로 윤성빈 선수가 스켈레톤 종목에서 금메달을 따냈다. 정치와 선거 - 에티오피아가 반 년여 만에 국가비상사태를 다시 선포하였다. 재해 - 멕시코 오아하카주에서 규모 7.2의 지진이 발생하였다. |  |      |
| 2018년 2월 16일 (금요일) |  | 편집 |

| 2018년 2월 16일 (금요일) |  | 편집 |

| \| 2018년 2월 17일 (토요일) \| \| 편집 \| |  |      |
|                                           |  |      |
| 2018년 2월 17일 (토요일)                  |  | 편집 |

| 2018년 2월 17일 (토요일) |  | 편집 |

| \| 2018년 2월 18일 (일요일) \| \| 편집 \|                                                                  |  |      |
| 사고 - 이란 아세만 항공 3704편 추락 사고: 이란에서 항공기 추락사고가 발생해, 탑승 인원 66명 전원이 숨졌다. |  |      |
| 2018년 2월 18일 (일요일)                                                                                   |  | 편집 |

| 2018년 2월 18일 (일요일) |  | 편집 |

| \| 2018년 2월 19일 (월요일) \| \| 편집 \| |  |      |
| 사건 - 연출가 이윤택이 성 추행을 저질렀다고 폭로됐다. 이번 사건으로 밀양연극촌이 문을 닫고 연희단 거리패도 해체되었으며, 예술협회등도 이윤택을 영구제명하는등 파문이 확산되었다. 재해 - 인도네시아의 시나붕산이 분화하였다. 화산 정상부가 파괴되었으며, 약 5 km 높이로 치솟은 화산재 등이 약 7 km 거리의 지역까지 영향을 미쳤다. |  |      |
| 2018년 2월 19일 (월요일) |  | 편집 |

| 2018년 2월 19일 (월요일) |  | 편집 |

| \| 2018년 2월 20일 (화요일) \| \| 편집 \| |  |      |
|                                           |  |      |
| 2018년 2월 20일 (화요일)                  |  | 편집 |

| 2018년 2월 20일 (화요일) |  | 편집 |

| \| 2018년 2월 21일 (수요일) \| \| 편집 \| |  |      |
| 국제 관계 - 대한민국의 대외 관계: 대한민국과 중앙아메리카 5개국(코스타리카, 엘살바도르, 온두라스, 니카라과, 파나마)이 자유 무역 협정(FTA)을 체결하였다. 이에 따라 약 95% 이상의 상품시장이 개방된다. 협정 체결은 지난 2015년 6월 협상 개시 이후 약 2년 8개월 여 만이다. 부고 - 미국의 남 침례교 목사인 빌리 그레이엄(Billy Graham)이 99세를 일기로 숨졌다. 그레이엄은 전 세계를 돌아다니며 복음주의 설파 활동을 하였다. 사고 - 페루 남부 아레키파 주의 산악 도로에서 2층 버스가 계곡으로 추락하면서 최소 44명이 숨지고, 20여 명이 부상을 입었다. |  |      |
| 2018년 2월 21일 (수요일) |  | 편집 |

| 2018년 2월 21일 (수요일) |  | 편집 |

| \| 2018년 2월 22일 (목요일) \| \| 편집 \| |  |      |
|                                           |  |      |
| 2018년 2월 22일 (목요일)                  |  | 편집 |

| 2018년 2월 22일 (목요일) |  | 편집 |

| \| 2018년 2월 23일 (금요일) \| \| 편집 \| |  |      |
|                                           |  |      |
| 2018년 2월 23일 (금요일)                  |  | 편집 |

| 2018년 2월 23일 (금요일) |  | 편집 |

| \| 2018년 2월 24일 (토요일) \| \| 편집 \| |  |      |
| 부고 - 인도의 영화 배우 스리데비가 54세를 일기로 숨졌다. 스리데비는《굿모닝 맨하탄》등 약 300여 편의 영화에 출연한 배우이다. 스포츠 - 2018년 동계 올림픽 스노보드: 체코의 에스테르 레데츠카(Ester Ledecká)가 여자 평행대회전에서 우승하였다. 앞서 치러진 알파인스키 여자 슈퍼대회전에서도 우승한 레데츠카는, 한 올림픽에서 서로 다른 종목에 출전함과 동시에 모두 금메달을 따는 기록을 세웠다. - 2018년 동계 올림픽 스피드스케이팅: 대한민국의 이승훈 선수가 매스스타트 남자 부문에서 우승하였다. 한편, 매스스타트 여자 부문에서는 일본의 다카기 나나(髙木 菜那) 선수가 금메달을 기록하였다. 스피드 스케이팅 매스스타트는 이번 평창 동계 올림픽에서 스노보드 빅에어, 컬링 믹스더블, 알파인스키 단체전 등과 함께 정식 종목으로 채택된 종목 중 하나이다. |  |      |
| 2018년 2월 24일 (토요일) |  | 편집 |

| 2018년 2월 24일 (토요일) |  | 편집 |

| \| 2018년 2월 25일 (일요일) \| \| 편집 \| |  |      |
| 사회 - 김영철 북한 노동당 부위원장 겸 통일전선부장을 단장으로 하는 북한 고위급 대표단이 오전 방남하여 통일대교를 통해 이동하려고 했으나 자유한국당 국회의원 등의 저지 시위에 막혀 우회했다. 스포츠 - 2018년 동계 올림픽 폐막식: 평창 올림픽 스타디움에서 제23회 동계 올림픽의 폐막식이 열렸다. |  |      |
| 2018년 2월 25일 (일요일) |  | 편집 |

| 2018년 2월 25일 (일요일) |  | 편집 |

| \| 2018년 2월 26일 (월요일) \| \| 편집 \| |  |      |
|                                           |  |      |
| 2018년 2월 26일 (월요일)                  |  | 편집 |

| 2018년 2월 26일 (월요일) |  | 편집 |

| \| 2018년 2월 27일 (화요일) \| \| 편집 \| |  |      |
| 경제와 비즈니스 - 한국은행 기준금리: 대한민국의 중앙은행인 한국은행이 연 1.5%의 기준 금리를 유지한다고 밝혔다. 현행 기준 금리는 지난 2017년 11월 30일 인상된 금리 수준으로, 1월에 이어 유지가 결정되었다. 법과 범죄 - 박근혜-최순실 게이트: 대한민국 검찰이 박근혜 전 대통령의 1심 공판에서 징역 30 년, 벌금 1,185 억 원을 구형하였다. |  |      |
| 2018년 2월 27일 (화요일) |  | 편집 |

| 2018년 2월 27일 (화요일) |  | 편집 |

| \| 2018년 2월 28일 (수요일) \| \| 편집 \| |  |      |
| 스포츠 - 국제 올림픽 위원회(IOC)가 조직적인 도핑과 관련해 러시아 올림픽 위원회(ROC)에 가했던 징계를 해제하였다. IOC는 2018년 동계 올림픽에서 적발된 두 건의 도핑은 조직적인 도핑은 아니었음을 확인하며, 징계 조치를 해제한다고 밝혔다. 앞서 2014년 동계 올림픽 이후 IOC는 조직적인 도핑과 관련하여 러시아를 징계한 바가 있으며, 이에 따라 올해 동계 올림픽에 개인 자격 출전이 허용되었던 러시아 선수들은 러시아 출신 선수단(OAR)으로 출전했었다. 정치와 선거 - 대한민국의 정치인 최기선이 72세를 일기로 숨졌다. 최기선은 인천광역시장 등을 역임하였다. - 미국 하원 정보위원회의 비공개 청문회에 출석했던 호프 힉스(Hope Hicks) 백악관 공보국장이 사임한다고 밝혔다. 이번 청문회는 러시아의 미국 대통령 선거 개입과 관련하여 열렸으며, 약 9 시간 가량 진행되었다. |  |      |
| 2018년 2월 28일 (수요일) |  | 편집 |

| 2018년 2월 28일 (수요일) |  | 편집 |

| <          | 2018년 2월 | 2018년 2월 | 2018년 2월 | 2018년 2월   | 2018년 2월  | >          |
| 일         | 월         | 화         | 수         | 목           | 금          | 토         |
|            |            |            |            | 1 12.16 갑자 | 2 17 을축   | 3 18 병인  |
| 4 19 정묘  | 5 20 무진  | 6 21 기사  | 7 22 경오  | 8 23 신미    | 9 24 임신   | 10 25 계유 |
| 11 26 갑술 | 12 27 을해 | 13 28 병자 | 14 29 정축 | 15 30 무인   | 16 1.1 기묘 | 17 2 경진  |
| 18 3 신사  | 19 4 임오  | 20 5 계미  | 21 6 갑신  | 22 7 을유    | 23 8 병술   | 24 9 정해  |
| 25 10 무자 | 26 11 기축 | 27 12 경인 | 28 13 신묘 |              |             |            |

| - 2018년 - 1월 - 2월 - 3월 편집하기 |